# Wyton (Cambridgeshire)
Wyton est un village du Cambridgeshire, en Angleterre.